# Cyphomyia jamesi
Cyphomyia jamesi är en tvåvingeart som beskrevs av Lindner 1949. Cyphomyia jamesi ingår i släktet Cyphomyia och familjen vapenflugor. Inga underarter finns listade i Catalogue of Life.